# Amira Tahri
Amira Tahri, née le 9 mai 2009 à Rotterdam aux Pays-Bas, est une kickboxeuse néerlandaise, d'origine marocaine. 
Native et vivant aux Pays-Bas, elle décide de représenter le Maroc dans l'organisation Enfusion. Amira Tahri est considérée comme l'un des plus grands espoirs de l'histoire du kickboxing au niveau international grâce à ses prestations et titres remportées au cours de trois ans.

## Biographie
Amira Tahri naît à Rotterdam de parents marocains. Elle grandit à Kralingen-Crooswijk avec ses parents, ses trois sœurs et est inscrite dès ses six ans au kickboxing par son père Younes Tahri. Alors que sa mère Hanan espère un avenir dans le ballet pour Amira, la jeune fille est attirée et n'a rien d'autre en tête que le kickboxing. 
En avril 2019, elle est championne du monde pour la troisième fois consécutive grâce à sa victoire contre Eline l'Herbier. Dans le même mois, elle figure à la deuxième place dans le classement du Kleurrijke Top 100 après le footballeur Hakim Ziyech et reçoit immédiatement des messages de félicitations de la part du rappeur Ali B et de l'acteur Tyrese Gibson. Sur les réseaux sociaux, elle gagne en notoriété, franchissant la barre des 100.000 abonnés sur le réseau Instagram. En novembre 2019, elle remporte son quatrième titre de championne du monde à Anvers grâce à sa victoire contre la Française Shaina Moniek.
En avril 2020, un documentaire lui est spécialement consacré et diffusé sur Videoland,. Dans le documentaire, le réalisateur Elza Jo Tratlehner raconte : « Quand tu vois Amira s'entraîner, c'est comme si tu étais en face d'un miracle. Je voulais savoir comment cela se fait qu'une fille de dix ans soit aussi bon. Pas qu'au niveau néerlandais ou européen, mais au niveau international ». Elle participe également à une émission de débat sur la chaîne télévisée NPO 1.
Le 12 novembre 2021, elle remporte son quatrième titre de championne du monde Enfusion grâce à une victoire face à la Française Shaïna Monier.

## Palmarès
- Championne d'Europe x4[11]
- Championne du monde x4[12]
- Deuxième au Kleurrijke Top 100 en 2019[13]
- Jeune talent de l'année en 2019[14]
- Nommée pour talent de l'année au Kids’ Choice Award[15]

### Télévision
- 2019 : Amira Tahri "Wonder Girl" tekent contract bij Nike diffusé au journal du soir NOS
- 2019 : Amira Slaat Veras In Elkaar diffusé au plateau de MTV FIRST
- 2019 : Samira en Amira: Twee kampioenen én twee rolmodellen diffusé sur l'émission De Nieuwe Maan sur NPO 1

### Reportages et documentaires
- 2019 : Onderweg Naar Kampioenschap, Brahim Vlogs, YouTube
- 2019 : Amira Tahri - Wonder Girl, Warriors TV, YouTube
- 2019 : Zet dit meisje (9) Rico Verhoeven aan de kant?, De Telegraaf
- 2020 : Amira sur Videoland[19]